# Indonezyjczycy

Mapa grup etnicznych Indonezji

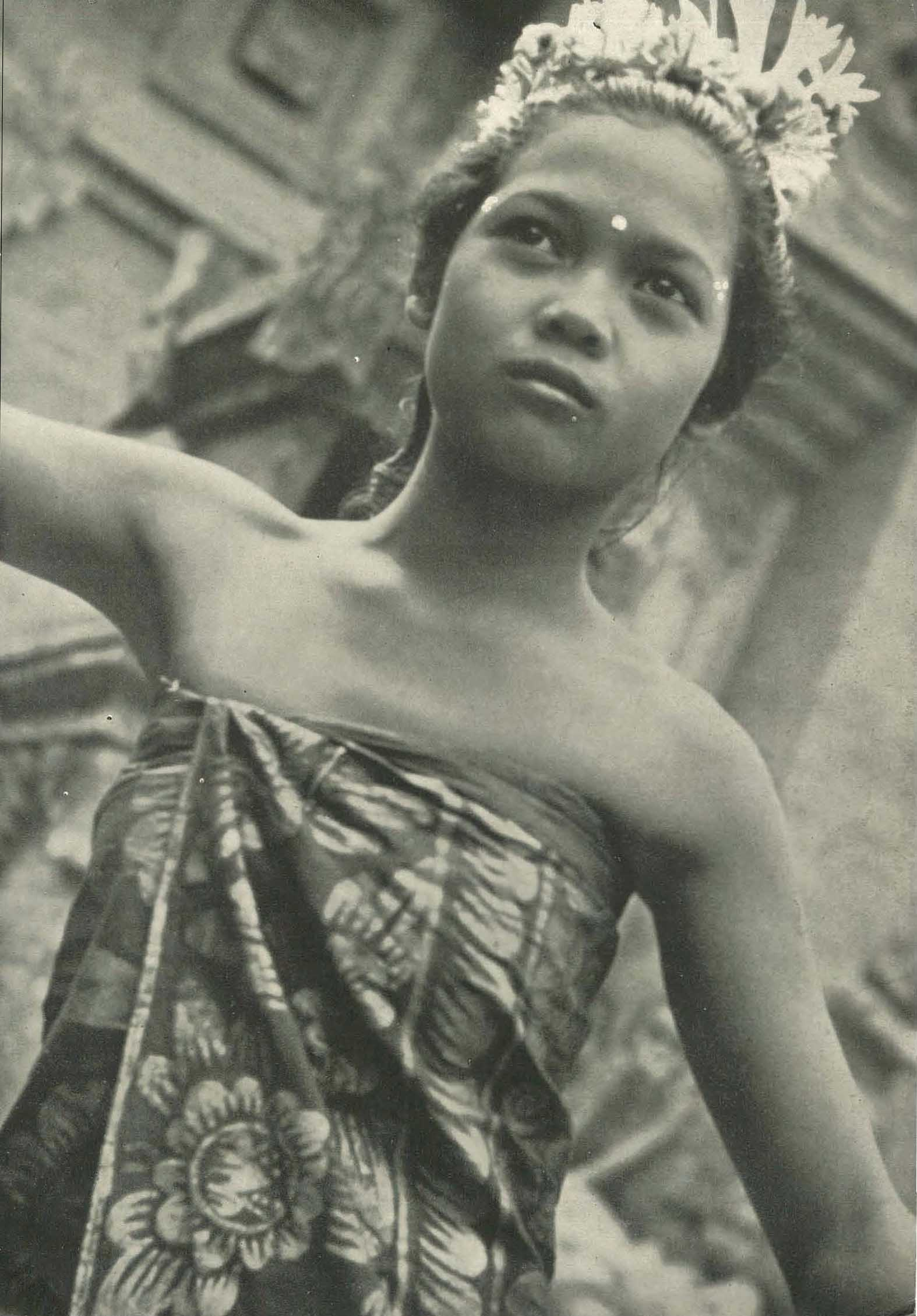
Indonezyjska tancerka w tradycyjnym stroju

Indonezyjczycy – ludność Republiki Indonezji, dzieląca się na szereg grup etnicznych i językowych.
Na terenie Indonezji występuje ok. 300 autochtonicznych grup etnicznych, należą do nich m.in.: Jawajczycy, Sundajczycy, Malajowie, Bugijczycy, Batakowie, Bandżarowie, Madurowie, Makasarczycy. Większa część Indonezyjczyków wywodzi się z ludów austronezyjskich, które prawdopodobnie wyemigrowały z obszaru dzisiejszego Tajwanu. Wschodnią część kraju, tj. zachodnią Nową Gwineę, a po części także wyspy Moluki i prowincję Małe Wyspy Sundajskie Wschodnie, zamieszkują ludy melanezyjskie. W szerszym ujęciu do Indonezyjczyków zalicza się także ludność napływową: Chińczyków, Arabów, Indusów, Europejczyków. Pomimo ogromnej różnorodności etnicznej zakorzeniło się poczucie przynależności do jednego narodu indonezyjskiego.
Współcześnie główną religią Indonezyjczyków jest islam. 7% ludności deklaruje się jako protestanci, 2,9% stanowią katolicy, 1,7% hindusi, 0,9% pozostali (w tym buddyści i konfucjanie) i 0,4% bez religii. Utrzymują się też tradycyjne wierzenia, zwłaszcza w Papui Zachodniej i na Sumatrze. Indonezyjczycy posługują się ok. 700 językami; w kraju szeroko rozprzestrzenione są języki austronezyjskie, przy czym we wschodnich prowincjach kraju (na Molukach i w rejonie Nowej Gwinei) występują liczne języki spoza tej rodziny, zwane papuaskimi. Jako lingua franca dla Indonezyjczyków służy język indonezyjski, czyli lokalny wariant języka malajskiego.
Jako zachodnią Indonezję określa się Wielkie Wyspy Sundajskie (czyli Jawa, Sumatra, Borneo – Kalimantan, Celebes), a wschodnia Indonezja obejmuje: Małe Wyspy Sundajskie, Moluki oraz część Nowej Gwinei. Podział ten bywa różnie definiowany. Pod względem kulturowym wyspa Bali jest pokrewna zachodniej części kraju. Czasami Celebes i Kalimantan są zaliczane do Indonezji wschodniej.
Populacja Indonezji wynosi 275 mln, z czego 95% to ludność autochtoniczna. Blisko 80% ludności żyje w zachodniej części kraju. Na Jawie, Madurze i Bali (7% powierzchni kraju) koncentruje się większa część ogółu ludności. Rejon ten należy do najgęściej zaludnionych obszarów świata. Spora grupa Indonezyjczyków mieszka również poza granicami kraju, koncentrują się oni głównie w Arabii Saudyjskiej, Holandii oraz Malezji.